# Chelín inglés
El chelín (en inglés: shilling o, informalmente, bob) era una moneda inglesa usada por primera vez en 1548 durante el reinado de Enrique VIII.  Equivalía a la vigésima parte de una libra esterlina. El símbolo del chelín era la letra S. Estas monedas inglesas habían sido precedidas por el groat, una moneda escocesa, utilizada durante el reinado de Jacobo III. Fue utilizada en el Reino Unido hasta 1971. La guinea equivalía a una libra con un chelín.
Antes de la adopción del sistema decimal en 1971, había 240 peniques en una libra esterlina. Doce peniques equivalían a un chelín, y veinte chelines eran una libra esterlina. Los valores menores que una libra por lo general se escribían en función de chelines y peniques, por ejemplo: cuarenta y dos peniques se indicaban como tres chelines y seis peniques (3/6), pronunciado "tres y seis". 

## Diseño
Las monedas con cabezas acuñadas durante el reinado de Enrique VII presentan un retrato del rey orientado hacia la derecha en el anverso. Rodeando el retrato está la inscripción HENRICUS DI GRA REX ANGL Z FRA, o similar, que significa "Enrique, por la Gracia de Dios, Rey de Inglaterra y Francia". Todos los chelines acuñados bajo reyes y reinas posteriores llevan una inscripción similar en el anverso que identifica al monarca (o Lord Protector durante la Commonwealth), con el retrato generalmente volteando de izquierda a derecha o viceversa entre los monarcas. El reverso presenta el escudo de Armas Real de Inglaterra, rodeado por la inscripción POSVI DEVM ADIVTORE MEVM, o una variante que significa "He hecho de Dios mi ayudante".
Las cabezas de Enrique VIII tienen un diseño anverso diferente, con una rosa Tudor coronada, pero los de Eduardo VI vuelven al diseño de Armas Real utilizado anteriormente. Comenzando con Eduardo VI, las monedas presentan la denominación XII impresa junto al retrato del rey. Los chelines de Isabel I y María I son excepciones a esto; el primero tiene la denominación impresa en el reverso, sobre el escudo de armas, y el segundo no tiene ninguna denominación impresa en absoluto. Algunos chelines emitidos durante el reinado de María llevan la fecha de acuñación, impresa sobre los retratos duales de María y Felipe II.
Los primeros chelines de Jacobo I presentan la inscripción inversa alternativa EXURGAT DEUS DISSIPENTUR INIMICI, que significa "Que Dios se levante y sus enemigos se dispersen", convirtiéndose en QVAE DEVS CONIVNXIT NEMO SEPARET, que significa "Lo que Dios ha reunido no permita que nadie lo separe" después de 1604.

## Cultura popular
En la película Harry Potter había un sistema monetario que consiste en tres monedas: El Galeón, el Sickle y el Knut. Un Galeón estaba compuesto por 493 knuts, 17 Sickles en un galeón y 29 knuts en un Sickle. Esto claramente hace referencia al sistema monetario que tenía el Reino Unido antes del año 1971 (antes del día decimal). Las monedas ficticias de Harry Potter hacen también referencia al penique, a la  guinea, al chelín inglés y a la libra.
En la película animada  Alicia en el país de las maravillas, el sombrero que lleva el personaje El Sombrerero, tiene una etiqueta que dice 10/6. Quiere decir que el sombrero costaba 10 chelines y 6 peniques.